# Сезон ФК «Дніпро» (Дніпропетровськ) 1992
Сезон ФК «Дніпро» (Дніпропетровськ) 1992 — 1-ий сезон футбольного клубу «Дніпро» у футбольних змаганнях України. Чемпіонат тривав пів року, тому команди були розділені на 2 групи. «Дніпро» виступав у групі Б. За підсумками чемпіонату «Дніпро» посів 2-ге місце в групі і вирішував долю бронзових нагород з 2-м місцем групи А донецьким «Шахтарем».

## Склад команди[1]
| № | Поз. | Нац.    | Гравець           |
| - | ---- | ------- | ----------------- |
|   | ВР   | Україна | Валерій Городов   |
|   | ВР   | Україна | Микола Медін      |
|   | ЗХ   | Україна | Сергій Беженар    |
|   | ЗХ   | Україна | Володимир Горілий |
|   | ЗХ   | Україна | Сергій Дірявка    |
|   | ЗХ   | Україна | Сергій Мамчур     |
|   | ЗХ   | Україна | Олексій Сасько    |
|   | ЗХ   | Україна | Андрій Юдін       |
|   | ПЗ   | Україна | Володимир Багмут  |
|   | ПЗ   | Росія   | Олександр Захаров |
|   | ПЗ   | Україна | Юрій Максимов     |

| № | Поз. | Нац.    | Гравець            |
| - | ---- | ------- | ------------------ |
|   | ПЗ   | Україна | Дмитро Михайленко  |
|   | ПЗ   | Україна | Олександр Омельчук |
|   | ПЗ   | Україна | Андрій Полунін     |
|   | ПЗ   | Україна | Вадим Тищенко      |
|   | НП   | Україна | Сергій Думенко     |
|   | НП   | Україна | Сергій Коновалов   |
|   | НП   | Україна | Валентин Москвін   |
|   | НП   | Україна | Олександр Паляниця |
|   | НП   | Україна | Євген Похлебаєв    |
|   | НП   | Україна | Олександр Тєгаєв   |

## Чемпіонат України

### Календар чемпіонату України
| Тур | Команда            | Рахунок     | Тур | Команда               | Рахунок     | Тур | Команда            | Рахунок     |
| --- | ------------------ | ----------- | --- | --------------------- | ----------- | --- | ------------------ | ----------- |
| 1   | «Зоря-МАЛС»        | 2:0Протокол | 8   | СК «Одеса»            | 1:1Протокол | 14  | СК «Одеса»         | 4:3Протокол |
| 3   | «Волинь» (Луцьк)   | 1:0Протокол | 9   | «Буковина» (Чернівці) | 0:1Протокол | 15  | «Металіст»         | 1:0Протокол |
| 4   | «Нива» (Тернопіль) | 1:0Протокол | 10  | «Прикарпаття»         | 1:0Протокол | 16  | «Нафтовик»         | 0:1Протокол |
| 5   | «Металіст»         | 2:1Протокол | 11  | «Буковина»            | 1:2Протокол | 17  | «Волинь»           | 3:0Протокол |
| 6   | «Нафтовик»         | 2:0Протокол | 12  | «Прикарпаття»         | 0:1Протокол | 18  | «Нива» (Тернопіль) | 4:1Протокол |
| 7   | «Динамо»           | 2:2Протокол | 13  | «Динамо»              | 0:1Протокол | 20  | «Зоря-МАЛС»        | 1:1Протокол |

Примітка

Блакитним кольором виділені домашні ігри.

### Турнірна таблиця
| Місце | Команда    | Ігор | В  | Н | П | РМ    | Очок |
| ----- | ---------- | ---- | -- | - | - | ----- | ---- |
| 1     | «Динамо»   | 18   | 13 | 4 | 1 | 31-13 | 30   |
| 2     | «Дніпро»   | 18   | 10 | 3 | 5 | 26-15 | 23   |
| 3     | «Металіст» | 18   | 8  | 5 | 5 | 21-16 | 21   |

### Матч за 3-є місце
| 20.06.1992 |

| «Шахтар»                               | 2 — 3      | «Дніпро»                                    |
| -------------------------------------- | ---------- | ------------------------------------------- |
| Біличенко Юрій 51' Ателькін Сергій 80' | (Протокол) | Тищенко Вадим 19' Коновалов Сергій 38', 74' |

| стадіон «Металург» Глядачів: 3000 Арбітр: Туховський Володимир |

## Кубок України

### Виступи
| Раунд      | Команда    | Рахунок                 |
| ---------- | ---------- | ----------------------- |
| 1/8 фіналу | «Буковина» | 2:1Протокол 3:1Протокол |
| 1/4 фіналу | «Шахтар»   | 0:6Протокол 1:0Протокол |